# Западная Лян (400—421)
Западная Лян (кит. упр. 西凉, пиньинь Xī Liáng) — одно из 16 варварских государств, на которые распался в IV веке Северный Китай. Существовало в 400—421 годах.
Западная Лян была основана в 400 году китайцем Ли Гао. Он сделал столицей город Дуньхуан и правил там около 17 лет. Государство это просуществовало всего 23 года и было захвачено в 423 году войсками царства Северная Лян — ещё одного из варварских государств того времени.

## Императоры Западной Лян
| Храмовое имя       | Посмертное имя               | Личное имя          | Годы правления | Девиз правления (年號 niánhào) и годы                           |
| ------------------ | ---------------------------- | ------------------- | -------------- | --------------------------------------------------------------- |
| Тай-цзу 太祖 Tàizǔ | У Чжао-ван 武昭王 Wǔzhāowáng | Ли Гао 李暠 Lǐ Gǎo  | 400—417        | - Гэнцзы (庚子 Gēngzi) 400—405 - Цзяньчу (建初 Jiànchū) 406—416 |
| отсутствует        | Хоу Чжу 後主 Hòu Zhǔ         | Ли Синь 李歆 Lǐ Xīn | 417—420        | - Цзясин (嘉興 Jiāxīng) 417—420                                 |
| отсутствует        | Хоу Чжу 後主 Hòu Zhǔ         | Ли Сюнь 李恂 Lǐ Xún | 420—421        | - Юнцзянь (永建 Yǒngjiàn) 420—421                               |